# Austria en los Juegos Olímpicos de Squaw Valley 1960
Austria estuvo representada en los Juegos Olímpicos de Squaw Valley 1960 por un total de 26 deportistas que compitieron en 5 deportes.  
El portador de la bandera en la ceremonia de apertura fue el patinador artístico Norbert Feisinger.

## Medallistas
El equipo olímpico austríaco obtuvo las siguientes medallas:
| Nombre           | Deporte         | Competición        |
| ---------------- | --------------- | ------------------ |
| Oro              |                 |                    |
| Ernst Hinterseer | Esquí alpino    | Eslalon M          |
| Plata            |                 |                    |
| Mathias Leitner  | Esquí alpino    | Eslalon M          |
| Josef Stiegler   | Esquí alpino    | Eslalon gigante M  |
| Bronce           |                 |                    |
| Traudl Hecher    | Esquí alpino    | Descenso F         |
| Ernst Hinterseer | Esquí alpino    | Eslalon gigante M  |
| Otto Leodolter   | Saltos en esquí | Trampolín normal M |